# King’s Bounty (серия игр)
King’s Bounty — серия ролевых  пошаговых стратегических компьютерных игр. Первая игра серии — King’s Bounty — была выпущена в 1990 компанией New World Computing, однако основные игры серии вышли в 2000-х годах (начиная с «King’s Bounty. Легенда о рыцаре» в 2008 году).

## История серии
| 1990 | King’s Bounty                                  |
| 1991 |                                                |
| 1992 |                                                |
| 1993 |                                                |
| 1994 |                                                |
| 1995 |                                                |
| 1996 |                                                |
| 1997 |                                                |
| 1998 |                                                |
| 1999 |                                                |
| 2000 |                                                |
| 2001 | HoMM: Quest for the Dragon Bone Staff (ремейк) |
| 2002 |                                                |
| 2003 |                                                |
| 2004 |                                                |
| 2005 |                                                |
| 2006 |                                                |
| 2007 |                                                |
| 2008 | King’s Bounty. Легенда о рыцаре                |
| 2009 | King's Bounty: Принцесса в доспехах            |
| 2010 | King’s Bounty: Перекрёстки миров               |
| 2011 | King’s Bounty: Legions                         |
| 2012 | King’s Bounty: Воин Севера                     |
| 2013 |                                                |
| 2014 | King's Bounty: Тёмная сторона                  |
| 2015 |                                                |
| 2016 |                                                |
| 2017 |                                                |
| 2018 |                                                |
| 2019 |                                                |
| 2020 |                                                |
| 2021 | King’s Bounty II                               |

Первая игра King’s Bounty была выпущена New World Computing в 1990 году и уже имела основные черты, присущие серии: игрок управляет возглавляющим армию героем, путешествуя по глобальной карте и сражаясь на тактической карте со встречаемыми противниками. Концепции игры позднее развились в отдельную серию Heroes of Might and Magic. Одно из продолжений — Heroes of Might and Magic: Quest for the Dragon Bone Staff для PlayStation 2 (2001) по сути является ремейком оригинальной King’s Bounty.
После банкротства The 3DO Company и закрытия New World Computing права на серию King’s Bounty были выкуплены российской компанией 1С. Разработкой новой части занималась владивостокская компания Katauri Interactive, известная разработкой игр серии «Космические рейнджеры». Игра была выпущена 25 апреля 2008 года под названием «King’s Bounty. Легенда о рыцаре». «Легенда о рыцаре» — это рыцарская сага, представляющая собой смесь ролевого приключения и тактических сражений, построенных по классической схеме King’s Bounty. Герой и его армия путешествуют по игровому миру, представляющему собой несколько десятков связанных между собой локаций. При столкновении с врагом действие переносится на боевую арену, где игрок в пошаговом режиме командует своими войсками.
10 апреля 2009 года вышло дополнение к «Легенде о рыцаре» под названием «King's Bounty: Принцесса в доспехах», повествующее о приключениях принцессы Амели в мире Теаны, где ей предстоит отыскать прославленного рыцаря и своего наставника Билла Гилберта.
17 сентября 2010 года вышло масштабное дополнение «King’s Bounty: Перекрёстки миров». В проект входит сюжетное дополнение «Поход орков», две независимые кампании — «Чемпион арены» и «Защитник короны».
В 2011 году вышла пошаговая стратегическая игра для социальных сетей King’s Bounty: Legions, разработанная Nival и KranX Productions.
26 октября 2012 года вышло новое самостоятельное дополнение King’s Bounty: Воин Севера, повествующая о сыне конунга Нортлингов могучем Олафе в мире Эндории. Олаф посвятил себя войне с нежитью, заполонившей северные земли Эндории. Ему предстоит освободить от некромантов ледяные пустоши, подземелья гномов и даже само сердце Эндории — королевство Дарион. 30 января 2014 году вышло официальное дополнение к игре «Лёд и пламя».
В августе 2014 года вышло дополнение «King's Bounty: Тёмная сторона». В отличие от предыдущих частей, протагонистом игры является тёмный герой (орк, демонесса или вампир).
В августе 2019 года была анонсирована новая часть King’s Bounty II.